# 鳩ヶ湯
鳩ヶ湯（はとがゆ）は、福井県大野市上打波（旧国越前国）にある冷鉱泉。ここでは周辺の観光地についても述べる。

## 泉質
- ナトリウム炭酸塩 - 炭酸水素塩泉
- 給湯口源泉・浴槽循環濾過、加温有

## 立地

### 宿泊・温泉利用
九頭龍渓谷の打波川の山道の終点付近に、日本秘湯を守る会にも属する1軒宿「鳩ヶ湯」が存在する。日帰り入浴も可能である。例年4月下旬から11月下旬までの営業で、冬季は休業する。

### 観光
白山国立公園の中に位置する。
北側に両白山地の別山と三ノ峰を望むことができ、赤兎山の登山口がある。刈込池、赤兎山、荒島岳などへのハイキングコースとしてのベースとなっている。また、イワナ、アマゴなどの渓流釣りの基地でもある。

#### 白山神社のカツラ
鳩ヶ湯温泉へ至る福井県道173号線の途中、大野市下打波にある白山神社に福井県の全樹種最大（幹回り13.9m）のカツラの木がある。福井県の天然記念物に指定されており、環境省生物多様性センターの巨木リストでは日本の巨木中第33位、カツラでは第3位である。

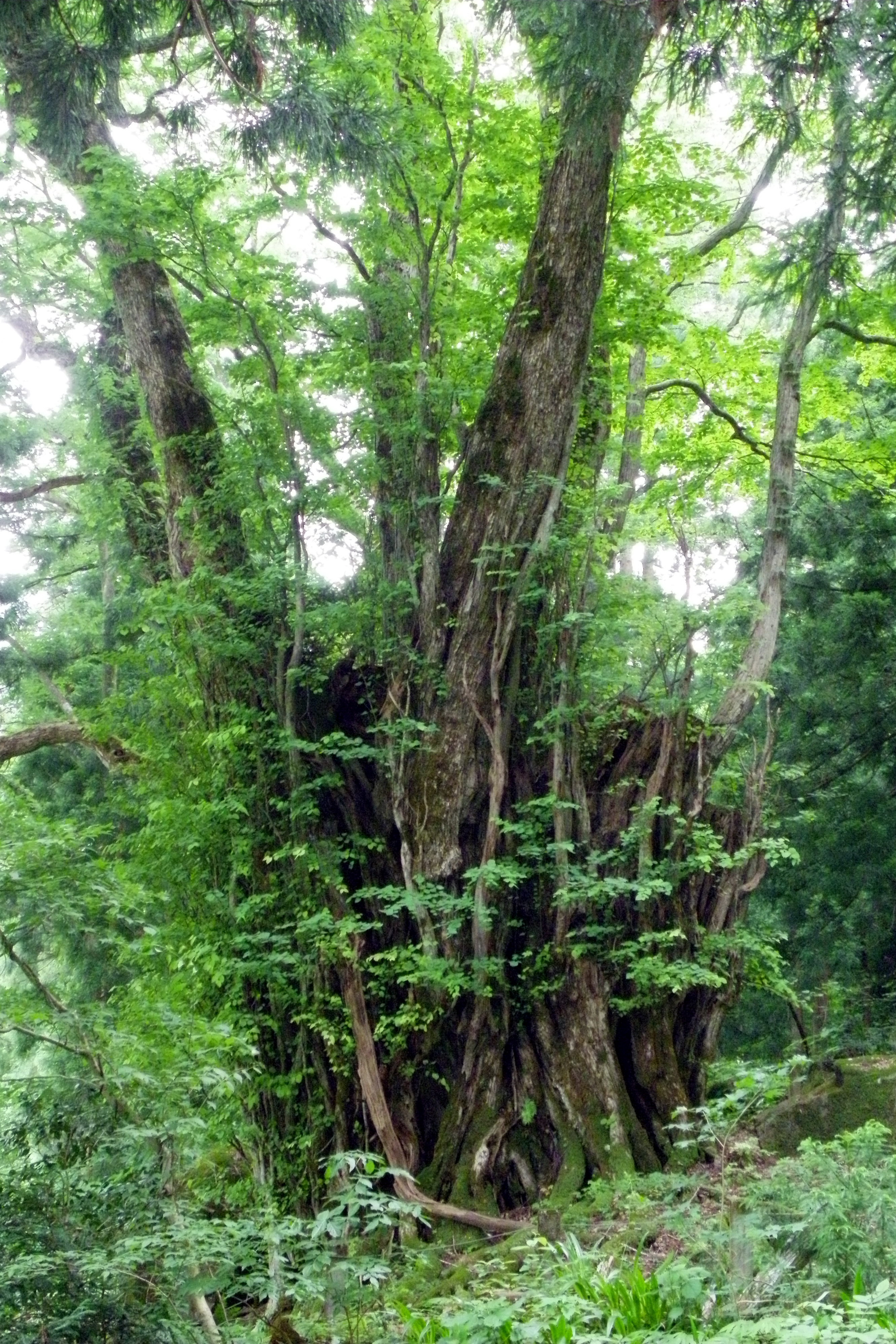
白山神社のカツラ

## 歴史

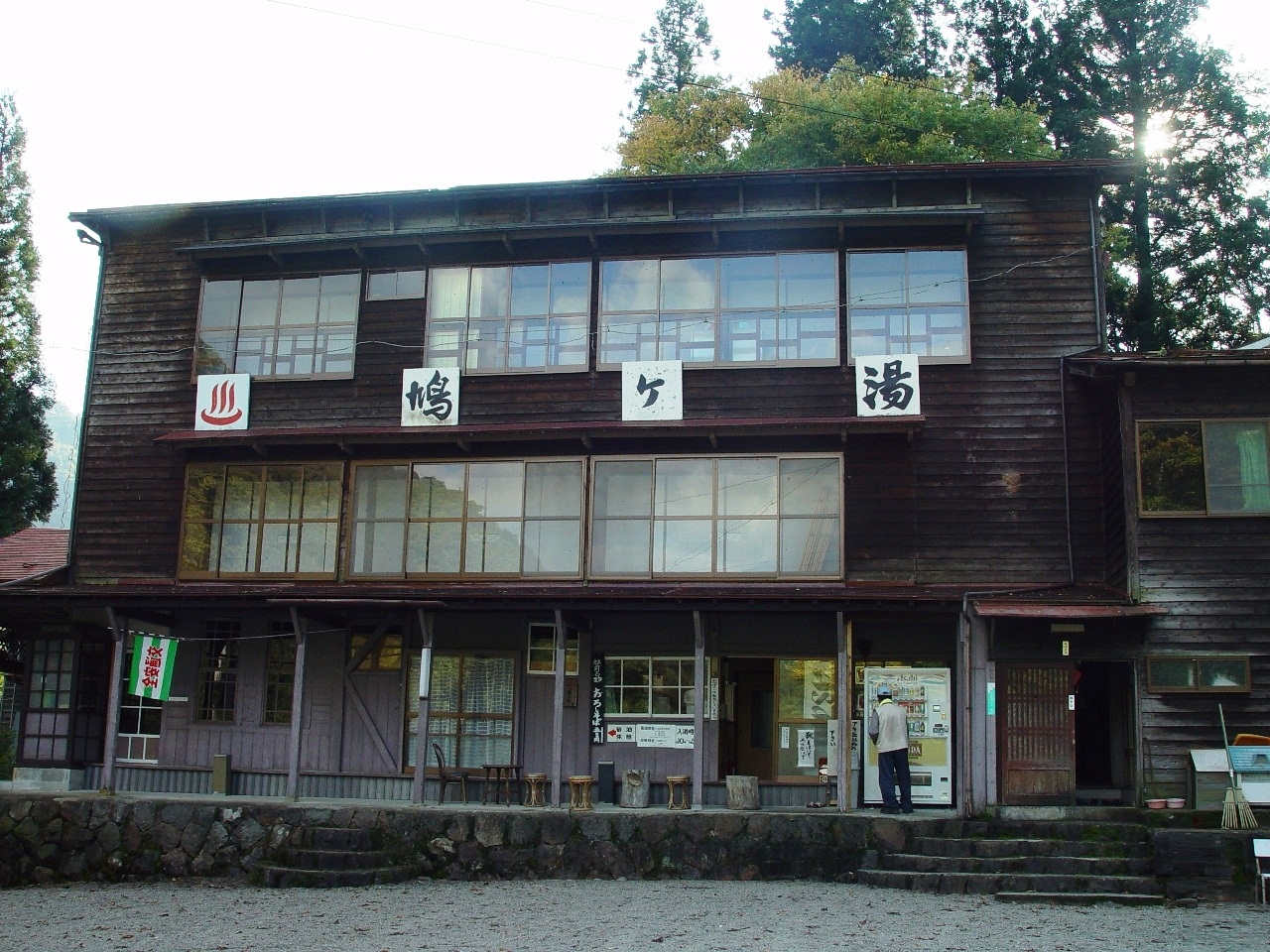
積雪による倒壊前の本館部（2002年）

山鳩が傷をいやすため、水浴にやってきた所からその名があるといわれる。嘉永年間（1853年頃）に開湯し、温泉宿としては1903（明治36）年以来長らく地元の一家によって経営されてきたが、主人の事故死をきっかけに2013年（平成25年）5月をもって廃業した。
その後2014年（平成26年）7月に岐阜県の機械部品加工会社により建物と土地が買い取られ、2015年（平成27年）9月20日から日帰り入浴の営業を再開、2016年（平成28年）9月より宿泊も再開した。

## アクセス
車

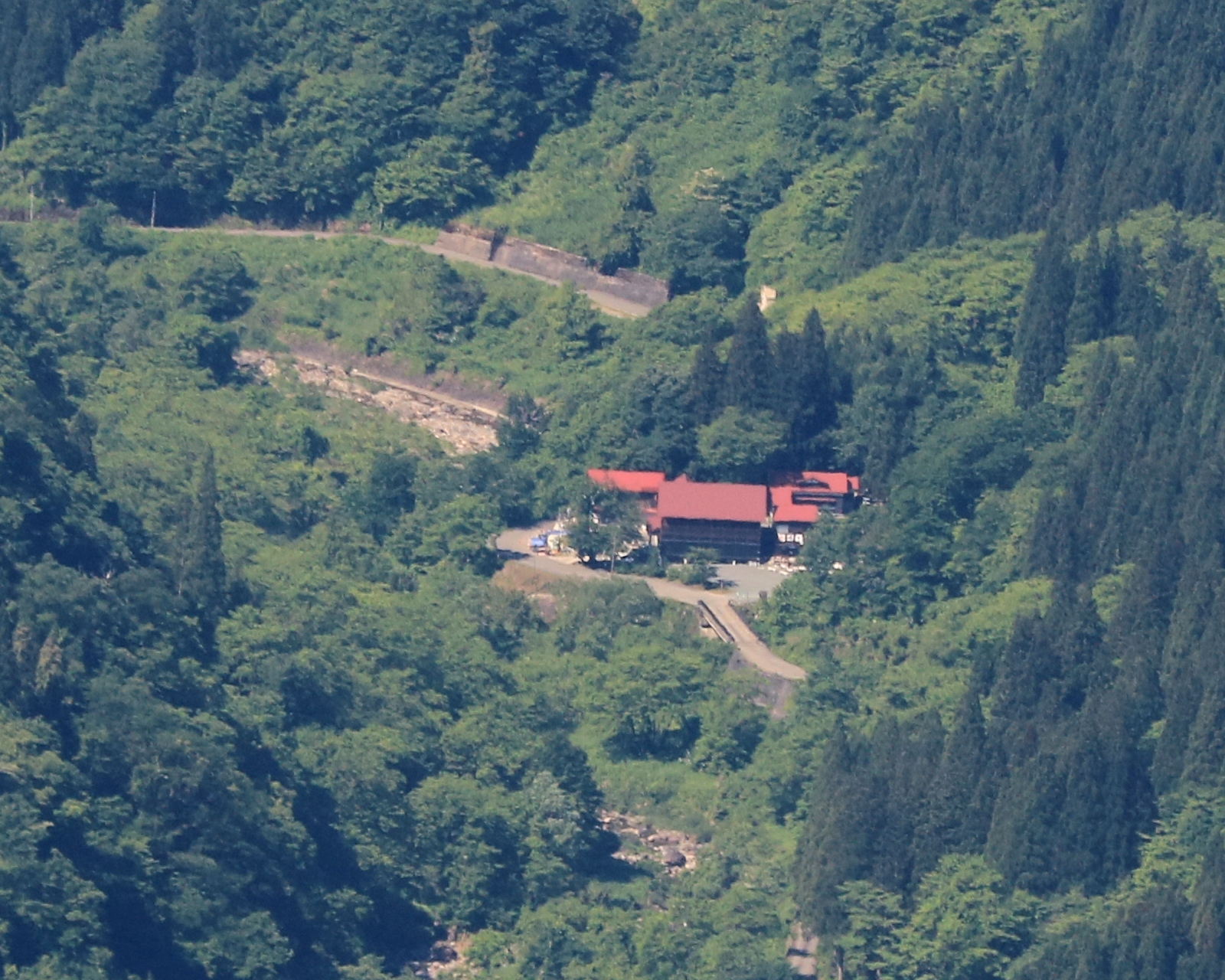
両白山地の三ノ峰から望む打波川の右岸にある鳩ヶ湯温泉、福井県道173号上小池勝原線の沿線

- 中部縦貫自動車道勝原ICから国道158号・福井県道173号上小池勝原線経由で25分。勝原ICは福井方面のみのハーフICであるため、白鳥方面（岐阜県側）からは九頭竜ICを利用することになる。

公共交通
- 最寄駅は13.4km離れたJR西日本越美北線（九頭竜線）勝原駅。タクシーで17分。
- 大野市中心部からの路線バスは令和5年度の運行分をもって廃止された（路線バスについては大野市営バス#概要および#道の駅線参照）。